# Veli Piruzi
Veli Piruzi je  hrid uz zapadnu obalu Istre, južno od Rovinja, oko 500 metara od kopna. Dio je Rovinjskog otočja.
Površina hridi je 5175 m2, duljina obalne crte 276 m, a visina 1 metra.
U Državnom programu zaštite i korištenja malih, povremeno nastanjenih i nenastanjenih otoka i okolnog mora Ministarstva regionalnoga razvoja i fondova Europske unije, svrstana je pod "manje nadmorske tvorbe (hridi različitog oblika i veličine)". Pripada Gradu Rovinju.

## Vanjske poveznice
|  | Zajednički poslužitelj ima još gradiva o temi Veli Piruzi |